# Enzim 1,4-a-glukanskog grananja
Enzim 1,4-a-glukanskog grananja (EC 2.4.1.18, enzim grananja, amilo-(1,4->1,6)-transglikozilaza, Q-enzim, glikoziltransferaza alfa-glukan-grananja, amilozna izomeraza, faktor enzimatskog grananja, glikoziltransferaza grananja, enzim Q, glukozan transglikozilaza, enzim glikogenskog grananja, biljni enzim grananja, alfa-1,4-glukan:alfa-1,4-glukan-6-glikoziltransferaza, skrobni enzim grananja, 1,4-alfa-D-glukan:1,4-alfa-D-glukan 6-alfa-D-(1,4-alfa-D-glukano)-transferaza) je enzim sa sistematskim imenom (1->4)-alfa-D-glukan:(1->4)-alfa-D-glukan 6-alfa-D-((1->4)-alfa-D-glukano)-transferaza. Ovaj enzim katalizuje sledeću hemijsku reakciju
Prenosi segment (1->4)-alfa-D-glukanskog lanca na primarnu hidroksi grupu u sličnom glukanskom lancu
Ovaj enzim konvertuje amilozu u amilopektin.

## Literatura
- Nicholas C. Price; Lewis Stevens (1999). Fundamentals of Enzymology: The Cell and Molecular Biology of Catalytic Proteins (Third изд.). USA: Oxford University Press. ISBN 019850229X.
- Eric J. Toone (2006). Advances in Enzymology and Related Areas of Molecular Biology, Protein Evolution (Volume 75 изд.). Wiley-Interscience. ISBN 0471205036.
- Branden C; Tooze J. Introduction to Protein Structure. New York, NY: Garland Publishing. ISBN 0-8153-2305-0.
- Irwin H. Segel. Enzyme Kinetics: Behavior and Analysis of Rapid Equilibrium and Steady-State Enzyme Systems (Book 44 изд.). Wiley Classics Library. ISBN 0471303097.

## Spoljašnje veze
- 1,4-alpha-glucan+branching+enzyme на 